# 向日葵雄鶏図
『向日葵雄鶏図』（ひまわりゆうけいず）は、伊藤若冲の日本画『動植綵絵』の全30幅中の1幅である。ヒマワリとアサガオを背景に、片脚で立つ雄鶏が描かれている。

## 背景
『動植綵絵』は江戸時代の日本画家・伊藤若冲の代表作のひとつである。若冲は両親、弟、自分自身の永代供養を願って『釈迦三尊像』と本画を製作し、1765年に相国寺に寄進した。その後は同寺のもとに伝わったが、同寺が廃仏毀釈の影響で貧窮したため、1889年（明治22年）に1万円の下賜金と引き換えに明治天皇へと献上された。その後は御物として皇室の管理化にあったが、1989年（平成元年）に日本国へ寄贈され皇居三の丸尚蔵館の所蔵となった。『動植綵絵』の題は若冲が自ら寄進状に記した名称であり、その名の通り30幅いずれもさまざまな動植物をモチーフとしている。『動植綵絵』の大きな特徴として独創的な色彩表現が挙げられる。技法自体は伝統的な絹絵の表現方法を踏襲しているものの、絵具の種類やその重ね方、裏彩色の活かし方を工夫することで独自の色彩表現として成立している。皇居三の丸尚蔵館学芸室主任研究官の太田彩は本作の製作にかかった10年を「若冲飛躍の10年であり、若冲画風確立の10年であった」と述べている。また、若冲の作品群の中でも特に高い評価を得ており、「『動植綵絵』は別格」などとも評される。本項では『動植綵絵』30幅のうち1幅『向日葵雄鶏図』について詳述する。

## 内容
ヒマワリとアサガオを背景に、片脚で立つ雄鶏が描かれている。絹本着色。寸法は縦142.3センチメートル、横79.7センチメートルである。『藤景和画記』では「初陽映発」（しょようえいはつ）と第されている。太田彩は本画の構成について「花の黄色と青色の対比が明確で、その花の前に片脚で立つ雄鶏の姿がきりっとして、心地よさを感じる」と評している。
本画は品種改良によって生まれた斑入りの朝顔と1667年に日本に伝来したとされるヒマワリをモチーフとしている。江戸時代の日本は博物学と共に園芸がひろく普及した時期であり、舶来品種の導入や既存植物の品種改良が進んだ。太田彩は本画について、18世紀日本における園芸技術の発達と博物学の流行が背景にあると述べており、『伊藤若冲動植綵絵 : 全三十幅』(小学館,2010年)は若冲の新しいものに対する好奇心の旺盛さを伺わせるものだと述べている。
本画の黄色はほとんどが染料によるもので、顔料は羽にわずかに用いられている黄土のみである。
萼は裏彩色に緑青を、表面に緑の染料を2度重ねして表現されている。花の中心部も同様に緑青の裏彩色が施され、表面全体に暗めの黄の染料と胡粉の点が施されている。胡粉の白点は剥落している箇所が多く、彩色の重ね方が表面からもうかがえるようになっている。なお、本画に用いられている白はすべて胡粉によるものである。花びらは胡粉の上に黄の染料が施されており、黄染料の濃度差によって微妙な色彩の違いが表現されている。葉は主に染料で彩色されているが、葉脈はすべて顔料で彩色されている。
アサガオはヒマワリに絡みつくように描写されており、ヒマワリの黄に対してアサガオの紺と白が鮮やかに映えている。花びらの青は群青によるものである。白い部分は胡粉の裏彩色と表面の胡粉で表現されており、色の濃度差は表面の胡粉の厚みを変えることで表現されている。花の中心部には薄緑色の染料の上に黄色の染料が3点置かれている。葉は主に染料で彩色されているが、葉脈の中心は顔料で左右に伸びた部分は墨による表現である。
雄鶏はヒマワリの下に片脚で立っており、狩野博幸は雄鶏の姿態を見得を切る歌舞伎役者のようだと述べている。雄鶏の羽は美しく、品種改良された観賞用品種であると思われる。トサカの赤と、尾羽の黒と白は鮮やかな対比となっている。トサカの赤は辰砂によるものであるが、黒目の周囲と頸部の羽の赤は染料によるものである。黒目からはわずかに鉄が検出されている。脚は胡粉の上に黄の染料が施されている。尾羽の茶色は代赭によるものである。

## 落款
本画は『動植綵絵』のうち制作年代が明らかになっている7幅のひとつである。款記には「宝暦己卯仲秋若冲製」とあり、「宝暦己卯仲秋」との記述から『秋塘群雀図』と同様に宝暦9年8月の制作であることがわかっている。制作年代の明らかになっている7幅のうち5幅が1959年作で、加えて同年には『鹿苑寺大書院障壁画』50面も制作しているため、同年の若冲の制作意欲の高さがうかがえる。
印は白文方印で「汝鈞」と、朱文円印で「若冲居士」と捺されている。「汝鈞」は名、「若冲居士」は号を意味する。